# Tahta
Tahta (arabiska طهطا, Tahtā) är en stad i Egypten, och ligger i guvernementet Sohag. Folkmängden uppgår till cirka 110 000 invånare.